# Lawrence Sher
Lawrence Sher (Teaneck, 4 febbraio 1970) è un direttore della fotografia e regista statunitense.

## Biografia
Lawrence Sher nasce a Teaneck, nel New Jersey, e cresce in una famiglia di religione ebraica composta dal padre Paul, medico presso il New York University Medical Center, e dalla madre Joan, insegnante presso una scuola per sordi. Fu durante un viaggio con la scuola a Parigi che nacque il suo amore per la fotografia, quando suo padre lo convinse a portarsi dietro una macchina fotografica da 35 mm. Dopo aver tentato una carriera in medicina frequentando la Wesleyan University, decide di abbandonare la facoltà per frequentare il corso sulla storia del cinema, sviluppando in seguito la sua passione per la cosiddetta "settima arte". Si laureerà in economia presso la stessa Wesleyan University. 
Dopo la laurea si trasferisce a Los Angeles per intraprendere la carriera cinematografica. Iniziò a lavorare come assistente in pubblicità prima di diventare direttore della fotografia, esordendo nel 2000 con il film Un gran giorno per morire. A partire dal 2009 diventa il direttore della fotografia personale di Todd Phillips, con cui instaurerà un sodalizio a partire dal film Una notte da leoni.
Nel 2017 esordisce alla regia con la commedia 2 gran figli di..., che ricevette però recensioni negative.
Nel 2020, grazie al lavoro svolto nel film Joker, riceve la sua prima nomination agli Oscar, oltre a riceverne una ai BAFTA, ai Satellite Award e ai Critics' Choice Awards.

## Filmografia

### Direttore della fotografia
- Un gran giorno per morire (A Better Way to Die), regia di Scott Wiper (2000)
- Kissing Jessica Stein, regia di Charles Herman-Wurmfeld (2001)
- Contratto con la morte (Emmett's Mark), regia di Keith Snyder (2002)
- La mia vita a Garden State (Garden State), regia di Zach Braff (2004)
- Vacanze di sangue (Club Dread), regia di Jay Chandrasekhar (2004)
- Kidnapped - Il rapimento (The Chumscrubber), regia di Arie Posin (2005)
- Hazzard (The Dukes of Hazzard), regia di Jay Chandrasekhar (2005)
- Grilled, regia di Jason Ensler (2006)
- L'amore secondo Dan (Dan in Real Life), regia di Peter Hedges (2007)
- Una carriera a tutti i costi (The Promotion), regia di Steve Conrad (2008)
- I Love You, Man, regia di John Hamburg (2009)
- Una notte da leoni (The Hangover), regia di Todd Phillips (2009)
- Parto col folle (Due Date), regia di Todd Phillips (2010)
- Una notte da leoni 2 (The Hangover Part II), regia di Todd Phillips (2011)
- Un anno da leoni (The Big Year), regia di David Frankel (2011)
- Paul, regia di Greg Mottola (2011)
- Il dittatore (The Dictator), regia di Larry Charles (2012)
- Una notte da leoni 3 (The Hangover Part III), regia di Todd Phillips (2013)
- Wish I Was Here, regia di Zach Braff (2014)
- Trafficanti (War Dogs), regia di Todd Phillips (2016)
- Godzilla II - King of the Monsters (Godzilla: King of the Monsters), regia di Michael Dougherty (2019)
- Joker, regia di Todd Phillips (2019)
- Il nido dello storno (The Starling), regia di Theodore Melfi (2021)
- Black Adam, regia di Jaume Collet-Serra (2022)
- Joker: Folie à Deux, regia di Todd Phillips (2024)

### Regista
- 2 gran figli di... (Father Figures) (2017)
- Rutherford Falls - Amici per la vita (Rutherford Falls) - serie TV, episodi 1x01-1x02-1x05 (2021)

## Premi e riconoscimenti

### Premio Oscar
- 2020 - Candidatura alla migliore fotografia per Joker

### Premio BAFTA
- 2020 - Candidatura alla migliore fotografia per Joker

### Critics' Choice Awards
- 2020 - Candidatura alla migliore fotografia per Joker

### Satellite Award
- 2019 - Candidatura alla migliore fotografia per Joker